# Libbie J. Masterson
Libbie J. Masterson (nascida em 1969) é uma fotógrafa e artista de instalações americanas.
Em 2013 instalou uma obra de arte pública de 80 esculturas iluminadas de lírios flutuantes no lago Hermann Park, em Houston. As obras de arte públicas de Masterson também incluem peças instaladas no Aeroporto Intercontinental George Bush e no Aeroporto Hobby, em Houston.
O seu trabalho está incluído na colecção do Museu de Belas Artes de Houston.